# Kirjat Ekron
Kirjat Ekron (hebräisch קִרְיַת עֶקְרוֹן Qirjat ʿEqrōn, Plene:
קריית עקרון) ist ein Lokalverband im Zentralbezirk von Israel im südlichen Teil des Ballungsraums Gusch Dan um und mit Tel Aviv-Jaffa, rund 23 Kilometer südöstlich der Stadt und zählt 10.999 Einwohner (2018). Er wurde benannt nach der biblischen Philisterstadt Ekron, die sich etwas weiter südlich beim Kibbuz Revadim befand.

## Bevölkerungsentwicklung
| Jahr      | 1955  | 1961  | 1972  | 1983  | 1995  | 2006  | 2012   | 2016   |
| Einwohner | 3.000 | 3.800 | 4.200 | 4.100 | 6.900 | 9.900 | 10.506 | 10.802 |

## Städtepartnerschaften
Kirjat Ekron verbindet eine Partnerschaft mit Bussy-Saint-Georges bei Paris (Frankreich) und mit Akron in Ohio (USA).

## Galerie

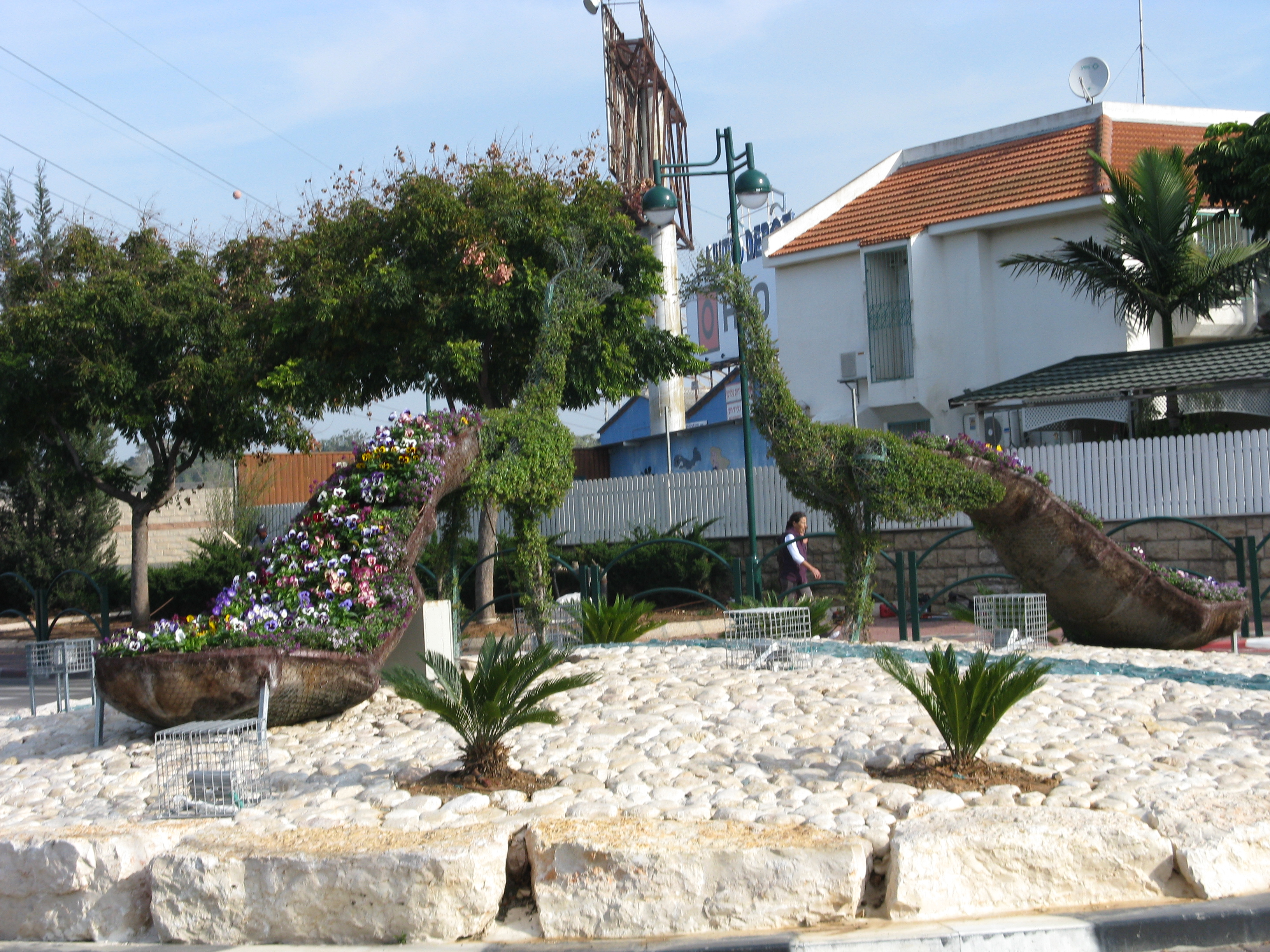
Platz in Kirjat Ekron.
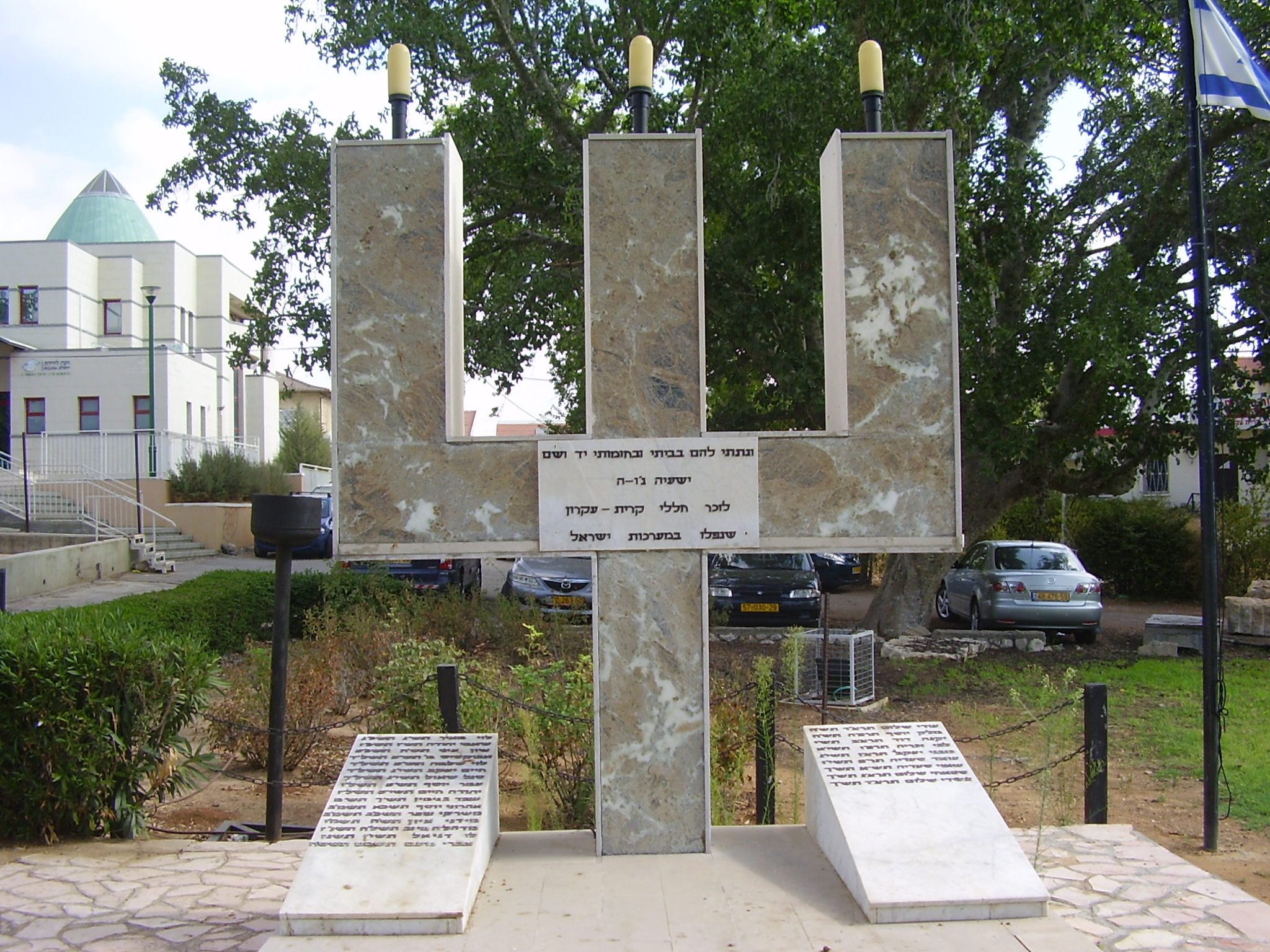
Denkmal für die Kriegsopfer von Kirjat Ekron.